# Maud Björnemalm
Maud Ulla Margareta Björnemalm, född Hellström 4 juli 1936 i Olaus Petri församling i Örebro, död 1 augusti 2021 i Lindesberg, var en svensk politiker (socialdemokrat). Hon var ordinarie riksdagsledamot 1985–2002 för Örebro läns valkrets. Hon var även kommunalråd i Lindesbergs kommun 1980–1985.